# Tapio Kantanen
Tapio Kantanen (Heinola, 31 maggio 1949) è un ex siepista finlandese.

## Palmarès

### Giochi olimpici
- Bronzo a Monaco di Baviera 1972 nei 3000 metri siepi.

## Altre competizioni internazionali
1972
- Oro al DN Galan ( Stoccolma), 3000 m siepi - 8'26"6

1973
- Oro in Coppa Europa ( Edimburgo), 3000 m siepi - 8'28"45
- Bronzo al DN Galan ( Stoccolma), 3000 m siepi - 8'24"14

1974
- Argento al DN Galan ( Stoccolma), 3000 m siepi - 8'22"45

1975
- 4º al DN Galan ( Stoccolma), 3000 m siepi - 8'19"54

1976
- 4º al DN Galan ( Stoccolma), 3000 m siepi - 8'17"72

1977
- Bronzo in Coppa Europa ( Helsinki), 3000 m siepi - 8'33"27